# IDM-Saison 2013

Logo der Internationalen Deutschen Motorradmeisterschaft.

Bei der Internationalen Deutschen Motorradmeisterschaft 2013 wurden Titel in den Klassen IDM Superbike, IDM Superstock 1000, IDM Supersport, IDM Moto3 und IDM Sidecar vergeben.
In dieser Saison neu dabei war die Superstock-1000-Klasse, die ihre Rennen gemeinsam mit der Superbike-Klasse austrug, dabei jedoch getrennt gewertet wurde.
In den Klassen Superbike / Superstock und Supersport wurden je 16 Rennen, in der Moto3 14 Rennen und bei den Gespannen zwölf Rennen ausgetragen.

## Punkteverteilung
Meister wurde derjenige Fahrer beziehungsweise der Hersteller, der bis zum Saisonende die meisten Punkte erzielt hatte. Bei der Punkteverteilung wurden die Platzierungen im Gesamtergebnis des jeweiligen Rennens berücksichtigt. Die fünfzehn erstplatzierten Fahrer jedes Rennens erhielten Punkte nach folgendem Schema:
| Punkteverteilung | Punkteverteilung | Punkteverteilung | Punkteverteilung | Punkteverteilung | Punkteverteilung | Punkteverteilung | Punkteverteilung | Punkteverteilung | Punkteverteilung | Punkteverteilung | Punkteverteilung | Punkteverteilung | Punkteverteilung | Punkteverteilung | Punkteverteilung |
| ---------------- | ---------------- | ---------------- | ---------------- | ---------------- | ---------------- | ---------------- | ---------------- | ---------------- | ---------------- | ---------------- | ---------------- | ---------------- | ---------------- | ---------------- | ---------------- |
| Platz            | 1                | 2                | 3                | 4                | 5                | 6                | 7                | 8                | 9                | 10               | 11               | 12               | 13               | 14               | 15               |
| Punkte           | 25               | 20               | 16               | 13               | 11               | 10               | 9                | 8                | 7                | 6                | 5                | 4                | 3                | 2                | 1                |

In die Wertung kamen alle erzielten Punkte.
Im Sprintrennen der Gespanne wurde folgende Punktewertung verwendet:
| Platz  | 1  | 2  | 3 | 4 | 5 | 6 | 7 | 8 | 9 | 10 |
| Punkte | 13 | 10 | 8 | 7 | 6 | 5 | 4 | 3 | 2 | 1  |

In die Wertung kamen alle erzielten Punkte.

## Superbike

### Rennergebnisse
|   | Datum  | Strecke              | Pole-Position       | Lauf | Platz 1             | Platz 2             | Platz 3             | Schn. Rennrunde     |
| - | ------ | -------------------- | ------------------- | ---- | ------------------- | ------------------- | ------------------- | ------------------- |
| 1 | 21.04. | EuroSpeedway Lausitz | Markus Reiterberger | 1    | Damian Cudlin       | Erwan Nigon         | Markus Reiterberger | Damian Cudlin       |
| 1 | 21.04. | EuroSpeedway Lausitz | Markus Reiterberger | 2    | Damian Cudlin       | Matěj Smrž          | Erwan Nigon         | Damian Cudlin       |
| 2 | 12.05. | Circuit Zolder       | Kevin Valk          | 1    | Damian Cudlin       | Gareth Jones        | Michael Ranseder    | Michael Ranseder    |
| 2 | 12.05. | Circuit Zolder       | Kevin Valk          | 2    | Markus Reiterberger | Gareth Jones        | Kevin Valk          | Markus Reiterberger |
| 3 | 16.06. | Oschersleben         | Erwan Nigon         | 1    | Matěj Smrž          | Markus Reiterberger | Damian Cudlin       | Markus Reiterberger |
| 3 | 16.06. | Oschersleben         | Erwan Nigon         | 2    | Erwan Nigon         | Damian Cudlin       | Markus Reiterberger | Damian Cudlin       |
| 4 | 23.06. | Red Bull Ring        | Matěj Smrž          | 1    | Erwan Nigon         | Matěj Smrž          | Michael Ranseder    | Erwan Nigon         |
| 4 | 23.06. | Red Bull Ring        | Matěj Smrž          | 2    | Erwan Nigon         | Matěj Smrž          | Markus Reiterberger | Erwan Nigon         |
| 5 | 04.08. | Schleizer Dreieck    | Markus Reiterberger | 1    | Markus Reiterberger | Michael Ranseder    | Erwan Nigon         | Matěj Smrž          |
| 5 | 04.08. | Schleizer Dreieck    | Markus Reiterberger | 2    | Michael Ranseder    | Markus Reiterberger | Gareth Jones        | Matěj Smrž          |
| 6 | 08.09. | Sachsenring          | Markus Reiterberger | 1    | Martin Bauer        | Markus Reiterberger | Michael Ranseder    | Markus Reiterberger |
| 6 | 08.09. | Sachsenring          | Markus Reiterberger | 2    | Martin Bauer        | Markus Reiterberger | Michael Ranseder    | Max Neukirchner     |
| 7 | 22.09. | Hockenheimring       | Markus Reiterberger | 1    | Markus Reiterberger | Arie Vos            | Damian Cudlin       | Arie Vos            |
| 7 | 22.09. | Hockenheimring       | Markus Reiterberger | 2    | Markus Reiterberger | Damian Cudlin       | Gareth Jones        | Markus Reiterberger |
| 8 | 13.10. | EuroSpeedway Lausitz | Michael Ranseder    | 1    | Markus Reiterberger | Michael Ranseder    | Stefan Nebel        | Markus Reiterberger |
| 8 | 13.10. | EuroSpeedway Lausitz | Michael Ranseder    | 2    | Markus Reiterberger | Mark Aitchison      | Gareth Jones        | Markus Reiterberger |

### Fahrerwertung
| 1  | Markus Reiterberger | BMW S 1000 RR        | Van Zon Remeha BMW                         | 314 |
| 2  | Michael Ranseder    | Honda CBR 1000 RR    | Honda Holzhauer Racing Promotion           | 187 |
| 3  | Damian Cudlin       | BMW S 1000 RR        | RAC Racing BMW                             | 182 |
| 4  | Gareth Jones        | Yamaha YZF-R1        | Yamaha Motor Deutschland by Monster Energy | 169 |
| 5  | Freddy Foray        | Honda CBR 1000 RR    | Honda Holzhauer Racing Promotion           | 156 |
| 6  | Erwan Nigon         | BMW S 1000 RR        | Van Zon Remeha BMW                         | 148 |
| 7  | Arie Vos            | BMW S 1000 RR        | Van Zon Remeha BMW                         | 148 |
| 8  | Stefan Nebel        | BMW HP4              | Wilbers-BMW-Racing                         | 131 |
| 9  | Matěj Smrž          | Yamaha YZF-R1        | Yamaha Motor Deutschland by Monster Energy | 113 |
| 10 | Kevin Valk          | BMW S 1000 RR        | RAC Racing BMW                             | 111 |
| 11 | Lucy Glöckner       | BMW HP4              | Wilbers-BMW-Racing                         | 111 |
| 12 | Roland Resch        | Suzuki GSX-R 1000    | RRRR Suzuki Racing Team                    | 84  |
| 13 | Marc Buchner        | Suzuki GSX-R 1000    | HPC-Power Suzuki                           | 69  |
| 14 | Mark Aitchison      | Yamaha YZF-R1        | Yamaha Motor Deutschland by Monster Energy | 53  |
| 15 | Martin Bauer        | Ducati 1199 Panigale | 3C - Racing Team                           | 50  |
| 16 | Barry Burrell       | Suzuki GSX-R 1000    | HPC-Power Suzuki                           | 32  |
| 17 | Joshua Day          | Suzuki GSX-R 1000    | HPC-Power Suzuki                           | 31  |
| 18 | Ivan Goi            | Ducati 1199 Panigale | 3C - Racing Team                           | 20  |
| 19 | Benjamin Bjornsen   | Honda CBR 1000 RR    | Honda Holzhauer Racing Promotion           | 7   |

### Konstrukteurswertung
| 1 | BMW    | 639 |
| 2 | Honda  | 365 |
| 3 | Yamaha | 348 |
| 4 | Suzuki | 179 |

## Superstock 1000

### Rennergebnisse
|   | Datum  | Strecke              | Pole-Position       | Lauf | Platz 1         | Platz 2         | Platz 3        | Schn. Rennrunde |
| - | ------ | -------------------- | ------------------- | ---- | --------------- | --------------- | -------------- | --------------- |
| 1 | 21.04. | EuroSpeedway Lausitz | Markus Reiterberger | 1    | Daniel Sutter   | Bastien Mackels | Alex Phillis   | Daniel Sutter   |
| 1 | 21.04. | EuroSpeedway Lausitz | Markus Reiterberger | 2    | Daniel Sutter   | Bastien Mackels | Marko Rohtlaan | Daniel Sutter   |
| 2 | 12.05. | Circuit Zolder       | Kevin Valk          | 1    | Bastien Mackels | Daniel Sutter   | Dominik Vincon | Bastien Mackels |
| 2 | 12.05. | Circuit Zolder       | Kevin Valk          | 2    | Bastien Mackels | Dominik Vincon  | Daniel Sutter  | Bastien Mackels |
| 3 | 16.06. | Oschersleben         | Erwan Nigon         | 1    | Bastien Mackels | Daniel Sutter   | Dominik Vincon | Bastien Mackels |
| 3 | 16.06. | Oschersleben         | Erwan Nigon         | 2    | Bastien Mackels | Daniel Sutter   | Dominik Vincon | Bastien Mackels |
| 4 | 23.06. | Red Bull Ring        | Matěj Smrž          | 1    | Daniel Sutter   | Bastien Mackels | Dominik Vincon | Daniel Sutter   |
| 4 | 23.06. | Red Bull Ring        | Matěj Smrž          | 2    | Daniel Sutter   | Bastien Mackels | Alex Phillis   | Bastien Mackels |
| 5 | 04.08. | Schleizer Dreieck    | Markus Reiterberger | 1    | Daniel Sutter   | Bastien Mackels | Dominik Vincon | Daniel Sutter   |
| 5 | 04.08. | Schleizer Dreieck    | Markus Reiterberger | 2    | Bastien Mackels | Daniel Sutter   | Dominik Vincon | Bastien Mackels |
| 6 | 08.09. | Sachsenring          | Markus Reiterberger | 1    | Bastien Mackels | Dominik Vincon  | Didier Grams   | Bastien Mackels |
| 6 | 08.09. | Sachsenring          | Markus Reiterberger | 2    | Max Neukirchner | Dominik Vincon  | Daniel Sutter  | Max Neukirchner |
| 7 | 22.09. | Hockenheimring       | Markus Reiterberger | 1    | Daniel Sutter   | Dominik Vincon  | Alex Phillis   | Bastien Mackels |
| 7 | 22.09. | Hockenheimring       | Markus Reiterberger | 2    | Bastien Mackels | Dominik Vincon  | Daniel Sutter  | Bastien Mackels |
| 8 | 13.10. | EuroSpeedway Lausitz | Michael Ranseder    | 1    | Dominik Vincon  | Daniel Sutter   | Gábor Rizmayer | Dominik Vincon  |
| 8 | 13.10. | EuroSpeedway Lausitz | Michael Ranseder    | 2    | Bastien Mackels | Daniel Sutter   | Gábor Rizmayer | Dominik Vincon  |

### Fahrerwertung
| 1  | Bastien Mackels     | BMW S 1000 RR     | Van Zon Remeha BMW                  | 340 |
| 2  | Daniel Sutter       | Kawasaki ZX-10R   | Kawasaki Schnock Team Shell Advance | 338 |
| 3  | Dominik Vincon      | BMW S 1000 RR     | BMW Stilgenbauer                    | 269 |
| 4  | Alex Phillis        | Kawasaki ZX-10R   | Weber-Diener Racing Team            | 203 |
| 5  | Christoph Kasberger | Kawasaki ZX-10R   | Kasirace 77                         | 126 |
| 6  | Frank Häfner        | Kawasaki ZX-10R   |                                     | 78  |
| 7  | Marc Wildisen       | BMW S 1000 RR     | Wildi Racing                        | 53  |
| 8  | Marko Rohtlaan      | BMW S 1000 RR     | Raihert Racing Team                 | 42  |
| 9  | Janez Prosenik      | BMW S 1000 RR     |                                     | 24  |
| 10 | Leons Osipovs       | BMW S 1000 RR     | Raihert Racing Team                 | 17  |
| 11 | Johannes Kanzler    | Suzuki GSX-R 1000 |                                     | 16  |

## Supersport

### Rennergebnisse
|   | Datum  | Strecke              | Pole-Position       | Lauf | Platz 1             | Platz 2             | Platz 3             | Schn. Rennrunde     |
| - | ------ | -------------------- | ------------------- | ---- | ------------------- | ------------------- | ------------------- | ------------------- |
| 1 | 21.04. | EuroSpeedway Lausitz | Leon Bovee          | 1    | Kevin Wahr          | Roman Stamm         | Stefan Kerschbaumer | Stefan Kerschbaumer |
| 1 | 21.04. | EuroSpeedway Lausitz | Leon Bovee          | 2    | Roman Stamm         | Kevin Wahr          | Luca Grünwald       | Kevin Wahr          |
| 2 | 12.05. | Circuit Zolder       | Leon Bovee          | 1    | Leon Bovee          | Jan Bühn            | Roman Stamm         | Roman Stamm         |
| 2 | 12.05. | Circuit Zolder       | Leon Bovee          | 2    | Wim van den Broeck  | Jed Metcher         | Kevin Wahr          | Manou Antweiler     |
| 3 | 16.06. | Oschersleben         | Stefan Kerschbaumer | 1    | Roman Stamm         | Stefan Kerschbaumer | Jan Bühn            | Kevin Wahr          |
| 3 | 16.06. | Oschersleben         | Stefan Kerschbaumer | 2    | Stefan Kerschbaumer | Roman Stamm         | Luca Grünwald       | Roman Stamm         |
| 4 | 23.06. | Red Bull Ring        | Daniel Sutter       | 1    | Stefan Kerschbaumer | Kevin Wahr          | Roman Stamm         | Jan Bühn            |
| 4 | 23.06. | Red Bull Ring        | Daniel Sutter       | 2    | Stefan Kerschbaumer | Pepijn Bijsterbosch | Kevin Wahr          | Pepijn Bijsterbosch |
| 5 | 04.08. | Schleizer Dreieck    | Jan Bühn            | 1    | Kevin Wahr          | Roman Stamm         | Stefan Kerschbaumer | Kevin Wahr          |
| 5 | 04.08. | Schleizer Dreieck    | Jan Bühn            | 2    | Kevin Wahr          | Jan Bühn            | Roman Stamm         | Jan Bühn            |
| 6 | 08.09. | Sachsenring          | Kevin Wahr          | 1    | Kevin Wahr          | Roman Stamm         | Luca Grünwald       | Kevin Wahr          |
| 6 | 08.09. | Sachsenring          | Kevin Wahr          | 2    | Kevin Wahr          | Roman Stamm         | Jan Bühn            | Jan Bühn            |
| 7 | 22.09. | Hockenheimring       | Kevin Wahr          | 1    | Kevin Wahr          | Stefan Kerschbaumer | Philippe von Gunten | Stefan Kerschbaumer |
| 7 | 22.09. | Hockenheimring       | Kevin Wahr          | 2    | Kevin Wahr          | Roman Stamm         | Jan Bühn            | Roman Stamm         |
| 8 | 13.10. | EuroSpeedway Lausitz | Lucas Mahias        | 1    | Kevin Wahr          | Roman Stamm         | Luca Grünwald       | Roman Stamm         |
| 8 | 13.10. | EuroSpeedway Lausitz | Lucas Mahias        | 2    | Kevin Wahr          | Roman Stamm         | Lucas Mahias        | Kevin Wahr          |

### Fahrerwertung
| 1  | Kevin Wahr           | Yamaha YZF-R6    | Team RS Wahr ERC                        | 336 |
| 2  | Roman Stamm          | Kawasaki ZX-6R   | Kawasaki Schnock Team Shell Advance     | 285 |
| 3  | Stefan Kerschbaumer  | Yamaha YZF-R6    | Team Langenscheidt by Fast Bike Service | 240 |
| 4  | Jed Metcher          | Suzuki GSX-R 600 | Team Suzuki Mayer                       | 162 |
| 5  | Jan Bühn             | Yamaha YZF-R6    | Freudenberg Racing Team                 | 159 |
| 6  | Leon Bovee           | Yamaha YZF-R6    | DTC-KME Racing                          | 155 |
| 7  | Luca Grünwald        | Yamaha YZF-R6    | Team Motorrad Bayer-Bikebox Racing      | 153 |
| 8  | Tatu Lauslehto       | Yamaha YZF-R6    | Team Lauslehto Ajo                      | 134 |
| 9  | Philippe von Gunten  | Kawasaki ZX-6R   | Kawasaki Schnock Team Shell Advance     | 107 |
| 10 | Christian von Gunten | Kawasaki ZX-6R   | Kawasaki Schnock Team Shell Advance     | 100 |
| 11 | Pepijn Bijsterbosch  | Yamaha YZF-R6    | Racing Team Bijsterbosch                | 96  |

| 12 | Manou Antweiler | Yamaha YZF-R6    | Team AC MoTec-MG Sport by STC       | 69 |
| 13 | Sarah Heide     | Suzuki GSX-R 600 | Team Suzuki Laux ADAC Sachsen       | 62 |
| 14 | Daniel Puffe    | Yamaha YZF-R6    | PRP Racing Team                     | 52 |
| 15 | Marvin Fritz    | Honda CBR 600 RR | Benjan Racing                       | 31 |
| 16 | Daniel Sutter   | Kawasaki ZX-6R   | Kawasaki Schnock Team Shell Advance | 25 |
| 17 | Max Maurischat  | Yamaha YZF-R6    | Freudenberg Racing Team             | 19 |
| 18 | Jesco Günther   | Suzuki GSX-R 600 | Team Suzuki Mayer                   | 18 |
| 19 | Theo Borglund   | Kawasaki ZX-6R   | Borglund Racing                     | 14 |
| 20 | Felix Bauer     | Honda CBR 600 RR | Honda Team Moto Bauer               | 14 |
| 21 | Patrik Zupancic | Yamaha YZF-R6    | Team Zupancic                       | 2  |

### Konstrukteurswertung
| 1 | Yamaha | 699 |
| 2 | Suzuki | 263 |
| 3 | Honda  | 78  |

## Moto3

### Wissenswertes
- Der 15. und 16. Lauf auf dem Lausitzring wurde wegen zu weniger Nennungen gestrichen.

### Rennergebnisse
|   | Datum  | Strecke              | Pole-Position  | Lauf | Platz 1            | Platz 2                | Platz 3              | Schn. Rennrunde    |
| - | ------ | -------------------- | -------------- | ---- | ------------------ | ---------------------- | -------------------- | ------------------ |
| 1 | 21.04. | EuroSpeedway Lausitz | Bryan Schouten | 1    | Bryan Schouten     | Bo Bendsneyder         | Maximilian Kappler   | Bryan Schouten     |
| 1 | 21.04. | EuroSpeedway Lausitz | Bryan Schouten | 2    | Bryan Schouten     | Bo Bendsneyder         | Maximilian Kappler   | Bryan Schouten     |
| 2 | 12.05. | Circuit Zolder       | Bryan Schouten | 1    | Bryan Schouten     | Maximilian Kappler     | Jonas Geitner        | Bryan Schouten     |
| 2 | 12.05. | Circuit Zolder       | Bryan Schouten | 2    | Bryan Schouten     | Scott Deroue           | Daniel Kartheininger | Bryan Schouten     |
| 3 | 16.06. | Oschersleben         | Jonas Geitner  | 1    | Scott Deroue       | Maximilian Kappler     | Bo Bendsneyder       | Jonas Geitner      |
| 3 | 16.06. | Oschersleben         | Jonas Geitner  | 2    | Scott Deroue       | Maximilian Kappler     | Thomas van Leeuwen   | Maximilian Kappler |
| 4 | 23.06. | Red Bull Ring        | Karel Hanika   | 1    | Karel Hanika       | Maximilian Kappler     | Jonas Geitner        | Karel Hanika       |
| 4 | 23.06. | Red Bull Ring        | Karel Hanika   | 2    | Karel Hanika       | Maximilian Kappler     | Jonas Geitner        | Karel Hanika       |
| 5 | 04.08. | Schleizer Dreieck    | Karel Hanika   | 1    | Jonas Geitner      | Marcel Alves Rodrigues | Max Enderlein        | Karel Hanika       |
| 5 | 04.08. | Schleizer Dreieck    | Karel Hanika   | 2    | Maximilian Kappler | Ernst Dubbink          | Aris Michail         | Aris Michail       |
| 6 | 08.09. | Sachsenring          | Karel Hanika   | 1    | Karel Hanika       | Thomas Gradinger       | Jonas Geitner        | Maximilian Kappler |
| 6 | 08.09. | Sachsenring          | Karel Hanika   | 2    | Karel Hanika       | Maximilian Kappler     | Jonas Geitner        | Karel Hanika       |
| 7 | 22.09. | Hockenheimring       | Karel Hanika   | 1    | Karel Hanika       | Maximilian Kappler     | Jonas Geitner        | Karel Hanika       |
| 7 | 22.09. | Hockenheimring       | Karel Hanika   | 2    | Karel Hanika       | Maximilian Kappler     | Thomas Gradinger     | Karel Hanika       |
| 8 | 13.10. | EuroSpeedway Lausitz | –              | 1    | –                  | –                      | –                    | –                  |
| 8 | 13.10. | EuroSpeedway Lausitz | –              | 2    | –                  | –                      | –                    | –                  |

### Fahrerwertung
| 1  | Maximilian Kappler     | FTR-Honda               | RTG Racing Team Germany      | 253 |
| 2  | Jonas Geitner          | KTM RC 250 R            | Freudenberg Racing Team      | 175 |
| 3  | Karel Hanika           | KTM RC 250 R            | Freudenberg Racing Team      | 150 |
| 4  | Marcel Alves Rodrigues | Honda NSF 250 R         | Freudenberg Racing Team      | 133 |
| 5  | Christoph Beinlich     | Honda NSF 250 R         | RZT-Beinlich Racing Team     | 123 |
| 6  | Thomas Gradinger       | KTM RC 250 R            | COFAIN RACING TEAM           | 108 |
| 7  | Bryan Schouten         | FTR-Honda               | DUTCH RACING TEAM            | 100 |
| 8  | Bo Bendsneyder         | Honda NSF 250 R         | RVB Racing Team              | 95  |
| 9  | Jerry van de Bunt      | Honda NSF 250 R         | RV Racing Team               | 87  |
| 10 | Jorel Boerboom         | Honda NDF 250 R         | RV Racing Team               | 78  |
| 11 | Daniel Kartheininger   | KTM GPR 250             | Freudenberg Racing Team      | 68  |
| 12 | Timo Kugler            | Honda NSF 250 R         | SRS Swiss Racing Sports GmbH | 68  |
| 13 | Aris Michail           | KTM GPR 250             | AM Racing                    | 57  |
| 14 | Thomas van Leeuwen     | EvL 250 / Bakker-Frames |                              | 36  |
| 15 | Ladislav Chmelik       | Honda FGR               |                              | 32  |
| 16 | Damien Raemy           | GPD-M3                  | SRS Swiss Racing Sports GmbH | 13  |
| 17 | Ryan van de Lagemaat   | Honda NSF 250 R         | DUTCH RACING TEAM            | 3   |

## Gespanne

### Wissenswertes
- Bei den Gespannen wird ab dieser Saison, bei einigen Läufen, am Samstag ein Sprintrace und am Sonntag ein Rennen gefahren, dafür fällt das zweite Zeittraining weg. Das Rennen wird nach dem Zieleinlauf des Sprintrace gestartet.
- Nach 18 Jahren im Gespannsport gab Dieter Eilers zum Saisonende seinen Rücktritt bekannt.

### Rennergebnisse
|   | Datum  | Strecke              | Pole-Position                              | Lauf | Platz 1                              | Platz 2                                    | Platz 3                         | Schn. Rennrunde                            |
| - | ------ | -------------------- | ------------------------------------------ | ---- | ------------------------------------ | ------------------------------------------ | ------------------------------- | ------------------------------------------ |
| 1 | 21.04. | EuroSpeedway Lausitz | Kurt Hock / Enrico Becker                  | 1    | Kurt Hock / Enrico Becker            | Mike Roscher / Uwe Neubert                 | Peter Schröder / Manuel Hirschi | Kurt Hock / Enrico Becker                  |
| 1 | 21.04. | EuroSpeedway Lausitz | Kurt Hock / Enrico Becker                  | 2    | Kurt Hock / Enrico Becker            | André Kretzer / Jens Lehnertz              | Mike Roscher / Uwe Neubert      | Kurt Hock / Enrico Becker                  |
| 2 | 12.05. | Circuit Zolder       | Kurt Hock / Enrico Becker                  | 1    | Pekka Päivärinta / Kirsi Kainulainen | André Kretzer / Jens Lehnertz              | Kurt Hock / Enrico Becker       | Pekka Päivärinta / Kirsi Kainulainen       |
| 3 | 16.06. | Oschersleben         | André Kretzer / Jens Lehnertz              | 1    | André Kretzer / Jens Lehnertz        | Mike Roscher / Uwe Neubert                 | Peter Schröder / Maik Ziegler   | André Kretzer / Jens Lehnertz              |
| 4 | 23.06. | Red Bull Ring        | Michael Grabmüller / Manfred Wechselberger | 1    | Mike Roscher / Uwe Neubert           | Michael Grabmüller / Manfred Wechselberger | Peter Schröder / Anna Burkhard  | Michael Grabmüller / Manfred Wechselberger |
| 4 | 23.06. | Red Bull Ring        | Mike Roscher / Uwe Neubert                 | 2    | André Kretzer / Jens Lehnertz        | Peter Schröder / Anna Burkhard             | Jakob Rutz / Thomas Hofer       | Michael Grabmüller / Manfred Wechselberger |
| 5 | 04.08. | Schleizer Dreieck    | Mike Roscher / Uwe Neubert                 | 1    | André Kretzer / Jens Lehnertz        | Dieter Eilers / Michael Prudlik            | Peter Schröder / Manuel Hirschi | Mike Roscher / Uwe Neubert                 |
| 5 | 04.08. | Schleizer Dreieck    | André Kretzer / Jens Lehnertz              | 2    | Mike Roscher / Uwe Neubert           | Peter Schröder / Manuel Hirschi            | Dieter Eilers / Michael Prudlik | André Kretzer / Jens Lehnertz              |
| 6 | 08.09. | Sachsenring          | André Kretzer / Jens Lehnertz              | 1    | Kurt Hock / Enrico Becker            | André Kretzer / Jens Lehnertz              | Mike Roscher / Uwe Neubert      | Kurt Hock / Enrico Becker                  |
| 7 | 22.09. | Hockenheimring       | André Kretzer / Jens Lehnertz              | 1    | Mike Roscher / Uwe Neubert           | Kurt Hock / Enrico Becker                  | Peter Schröder / Manuel Hirschi | Mike Roscher / Uwe Neubert                 |
| 8 | 13.10. | EuroSpeedway Lausitz | Kurt Hock / Enrico Becker                  | 1    | Kurt Hock / Enrico Becker            | André Kretzer / Jens Lehnertz              | Mike Roscher / Uwe Neubert      | Kurt Hock / Enrico Becker                  |
| 8 | 13.10. | EuroSpeedway Lausitz | Kurt Hock / Enrico Becker                  | 2    | André Kretzer / Jens Lehnertz        | Kurt Hock / Enrico Becker                  | Mike Roscher / Uwe Neubert      | André Kretzer / Jens Lehnertz              |

### Fahrerwertung
| 1  | André Kretzer     | Jens Lehnertz                                      | LCR-Suzuki   | MSC Freier Grund e. V. im ADAC | 178 |
| 2  | Mike Roscher      | Uwe Neubert                                        | LCR-BMW      | Roscher Racing                 | 174 |
| 3  | Peter Schröder    | Manuel Hirschi bzw. Anna Burkard bzw. Maik Ziegler | LCR-Suzuki   | Schröder Racing                | 145 |
| 4  | Kurt Hock         | Enrico Becker                                      | LCR-Suzuki   | Hock Racing                    | 136 |
| 5  | Dieter Eilers     | Michael Prudlik                                    | OSR-Suzuki   | OSR Racing                     | 107 |
| 6  | Jakob Rutz        | Thomas Hofer                                       | LCR-Yamaha   | Rutz Racing                    | 92  |
| 7  | Andreas Nussbaum  | Tobias Aebischer                                   | LCR-Suzuki   | Schwenni Racing                | 87  |
| 8  | Bernhard Pichler  | Mario Pichler                                      | RSR-Suzuki   | Polizeisportverein Wels        | 79  |
| 9  | Peter Kaspar      | Marcel Fries                                       | LCR-Suzuki   | Kaspar Racing                  | 74  |
| 10 | Peter Gierlinger  | Helga Gierlinger bzw. Patrick Vincon               | RSR-Suzuki   | Gierlinger Racing              | 48  |
| 11 | Josef Sattler     | Stefan Trautner                                    | RSR-KTM 1190 | Polizeisportverein Wels        | 25  |
| 12 | Christian Ruppert | Jeffrey Verhagen                                   | LCR-Yamaha   |                                | 18  |

## Rahmenrennen
- Im Rahmen der Internationalen Deutschen Motorradmeisterschaft 2013 fanden acht Rennen zum Yamaha R6-Dunlop Cup und sechs Rennen zum ADAC Junior Cup statt.